# Journey to the Pacific
Journey to the Pacific è un film documentario del 1967 diretto da Gary Goldsmith.

## Trama
Il viaggio del presidente Lyndon B. Johnson in alcune nazioni del Pacifico (Nuova Zelanda, Australia, Filippine, Vietnam, Thailandia, Corea e Malaysia) durante la conferenza di Manila del 1966. In particolare, in Vietnam Johnson visita in segreto la base militare di Cam Ranh.

## Produzione
Commissionato dalla United States Information Agency (USIA).